# Presidente Juscelino (Minas Gerais)
Presidente Juscelino è un comune del Brasile nello Stato del Minas Gerais, parte della mesoregione Central Mineira e della microregione di Curvelo.